# Паситея (спътник)
Вижте пояснителната страница за други значения на Паситея.
Паситея е естествен спътник на Юпитер. Открит е от екипа от астрономи Скот Шепърд, Дейвид Джуит и Ян Клайн на 11 декември 2001 г. Първоначалното означение на спътника е S/2003 J 6. Спътникът носи името на героинята от древногръцката митология Паситея.
Паситея е малко по размери тяло с диаметър от 2 km и се намира на ретроградна орбита около Юпитер. Принадлежи към групата на Карме.